# Kuku (Rapla)
Kuku – wieś w Estonii, w prowincji Rapla, w gminie Rapla.